# La Pouëze
La Pouëze é uma ex-comuna francesa na região administrativa da Pays de la Loire, no departamento de Maine-et-Loire. Estendeu-se por uma área de 22,15 km². Em 2010 a comuna tinha 1 804 habitantes (densidade: 81,4 hab./km²).
Em 28 de dezembro de 2015 foi fundida com as comunas de Brain-sur-Longuenée, Gené e Vern-d'Anjou para a criação da nova comuna de Erdre-en-Anjou.